# Max Neuhaus
Max Neuhaus (Beaumont, 9 agosto 1939 – Marina di Maratea, 3 febbraio 2009) è stato un musicista e percussionista statunitense.

## Biografia
Nato a Beaumont, cittadina dello stato del Texas, trascorse la sua infanzia in un sobborgo di New York.
Nel 1957, dopo essersi diplomato a Houston, si iscrisse nella Manhattan School of Music, dove studio jazz con Paul Price. In questa scuola conobbe e frequentò altri musicisti quali Harry Patch, Henry Cowell, Lou Harrison, John Cage, Morton Feldman, Earle Brown e Christian Wolff. Conseguita la laurea intraprese una tournée negli Stati Uniti con Pierre Boulez.
A partire dal 1963 iniziò a sperimentare tecniche all'avanguardia, gettando le basi per quella che poi sarebbe divenuta la cosiddetta «musica elettronica dal vivo». Nel 1965 vinse il Young Concert Artists International Auditions. Nel 1977 si lanciò nell'avventura di Net Radio, una rete nazionale di 190 stazioni radio interconnesse.
Negli ultimi anni della sua vita ha realizzato molte opere jazz permanenti per ambienti, sia negli Stati Uniti (a Times Square e al museo di Chicago) che in Europa.
È morto nel 2009 nella sua casa di Marina di Maratea, in provincia di Potenza, dove si era ritirato.